# Palacio consistorial del VI Distrito de París
El palacio consistorial del VI Distrito de París es el edificio que alberga los servicios municipales del VI distrito de París, Francia. Se encuentra entre la rue Bonaparte, en la place Saint-Sulpice frente a la iglesia del mismo nombre, y la rue Madame.

## Historia
Fue construido a petición del prefecto Rambuteau de 1847 a 1849 por los arquitectos Rolland y Leviconte, con el objetivo de instalar allí la "Maison commune" de lo que fue hasta 1859 el 11 de

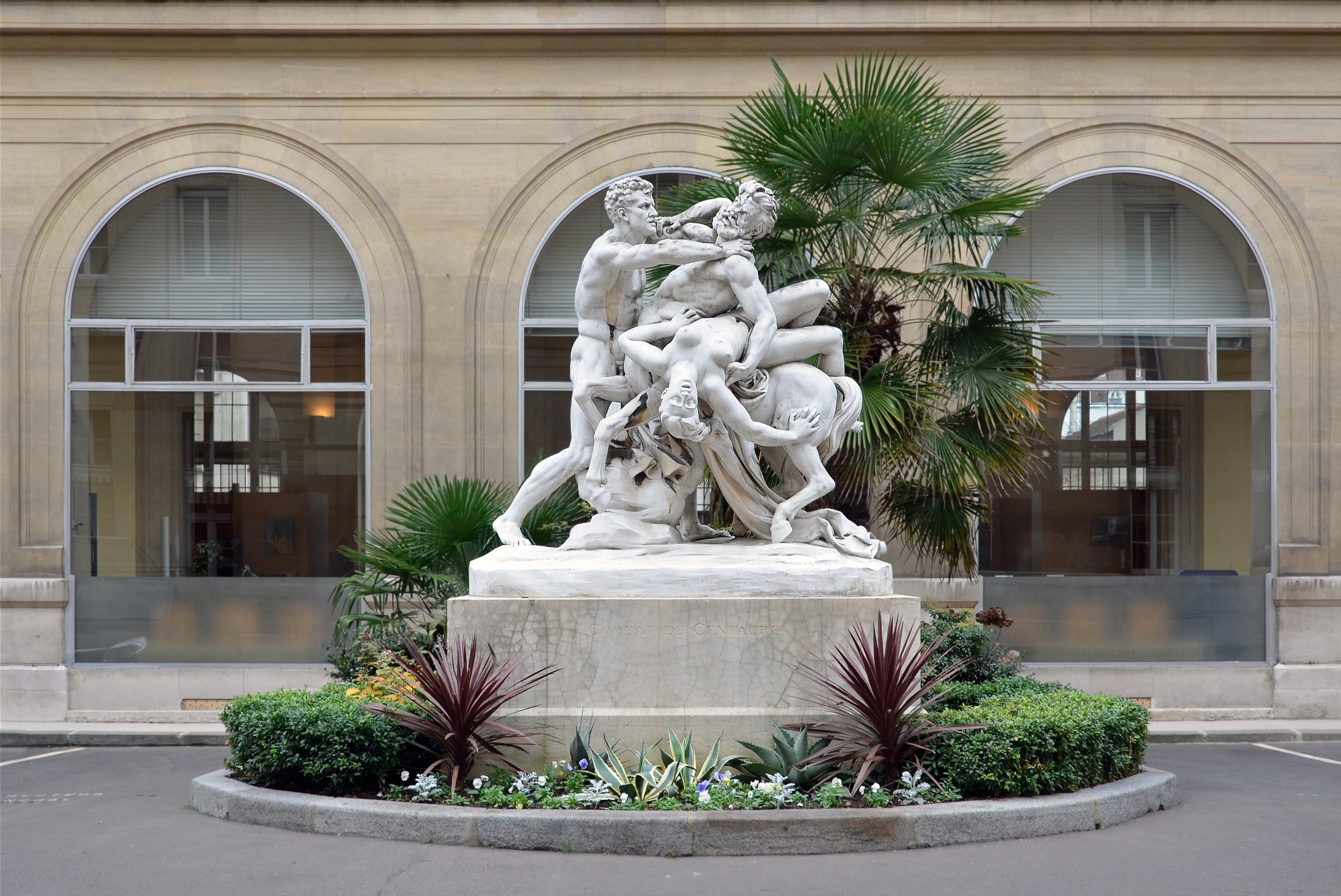
Gustave Crauk, Le Combat du centaure ( 1900 ), grupo de mármol, patio del ayuntamiento.
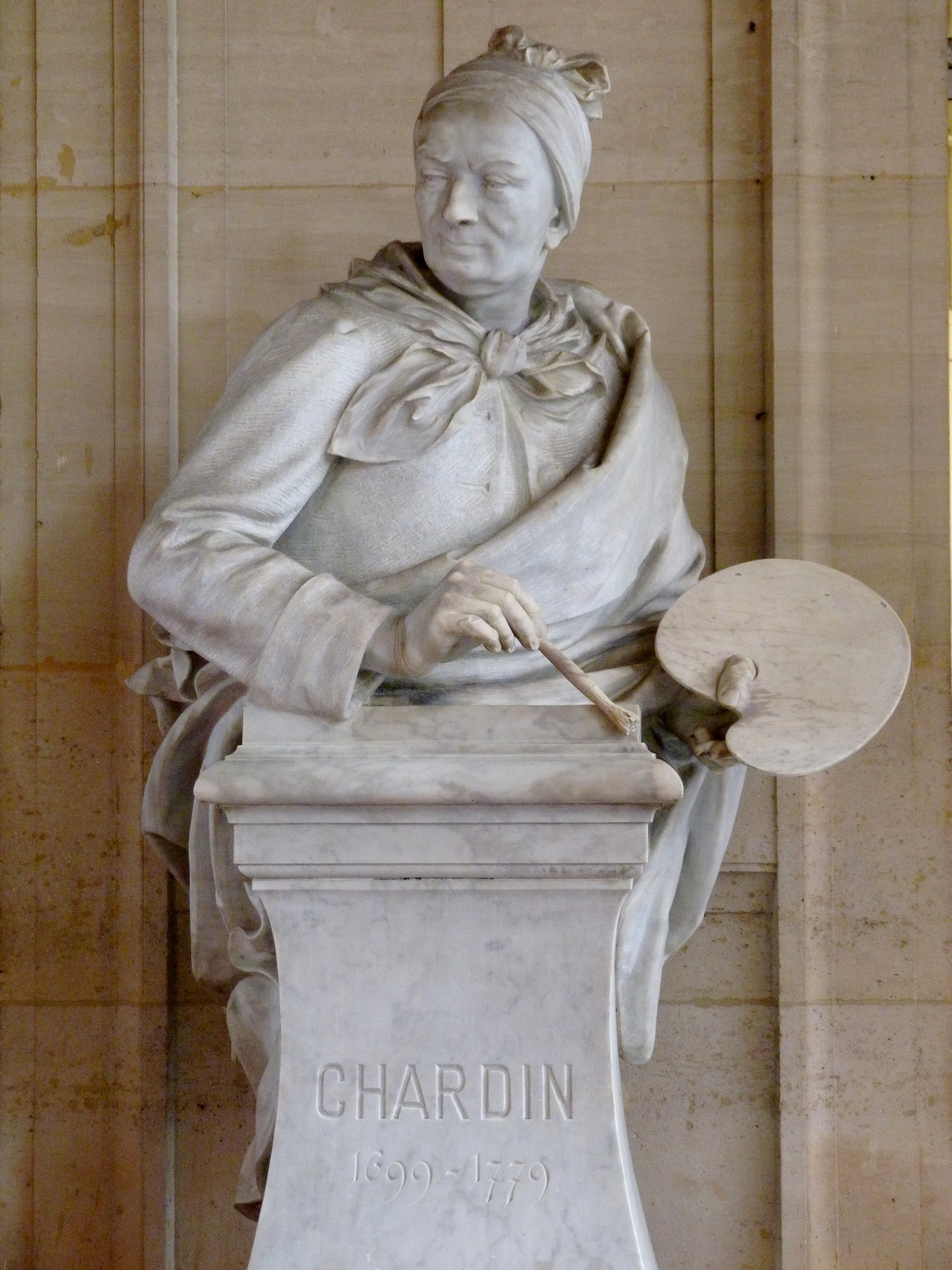
Busto de Jean Siméon Chardin por Paul Fournier . Elemento de un Monumento a Chardin que finalmente no se realizó por falta de medios.
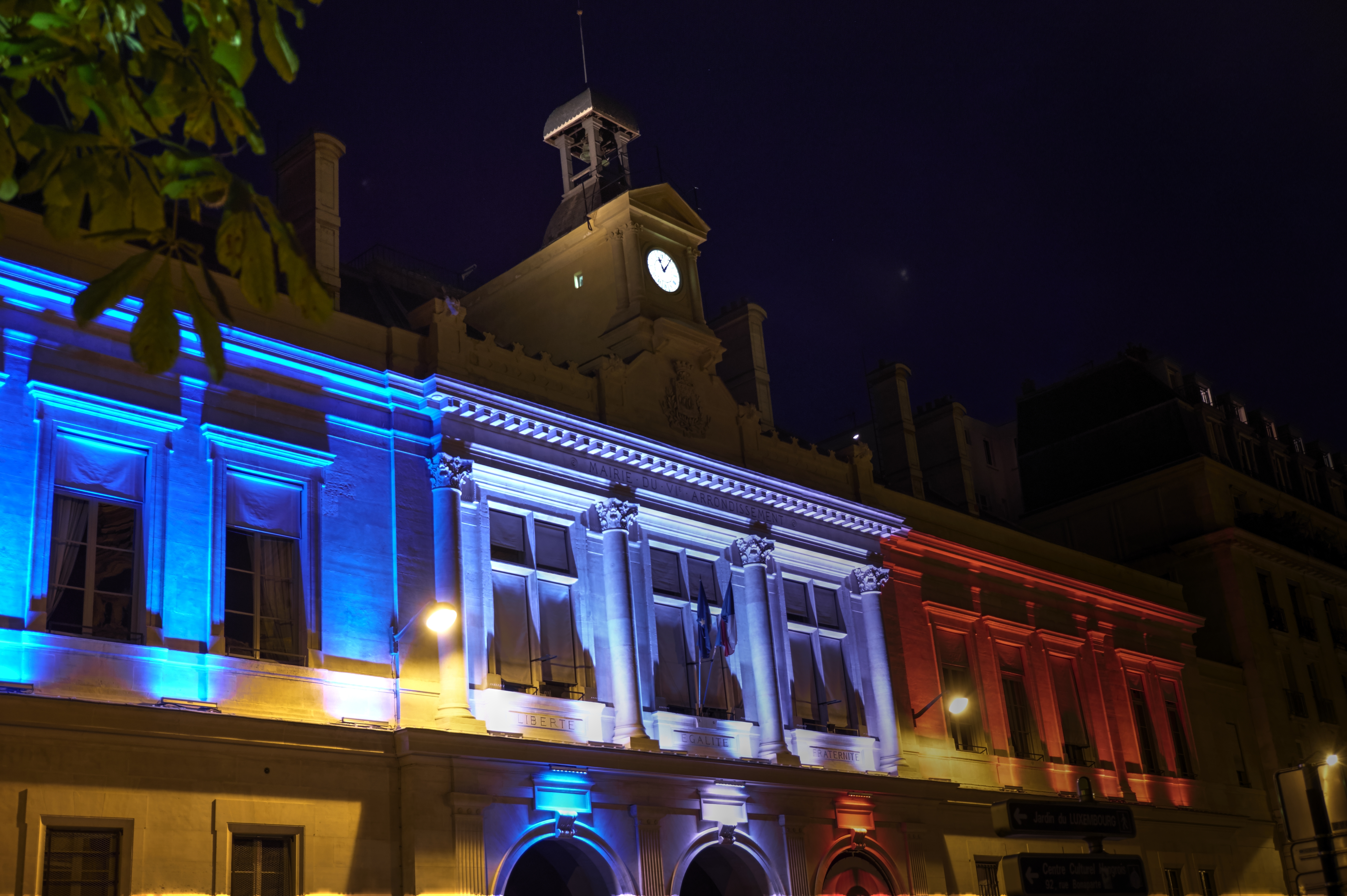
El ayuntamiento iluminado la tricolor el 15 de julio de  2016 (a raíz del atentado de Niza ).